# Triaenodes cymulosus
Triaenodes cymulosus is een schietmot uit de familie Leptoceridae. De soort komt voor in het Australaziatisch gebied.